# 去年聖誕節 (電影)
是一部2019年英美合拍的浪漫喜劇電影，由保羅·費格執導、監製，艾瑪·湯普遜監製兼主演並與布里奧妮·坎明斯聯合編劇，其故事取自湯普遜與丈夫葛瑞格·懷斯的構想。其他主演包括艾蜜莉亞·克拉克、亨利·高汀及楊紫瓊，故事描述一名不幸的年輕女性在百貨公司工作時遇見了足以改變自己生活的人。該片於2019年11月8日在美國上映，而英國則於2019年11月15日上映。

## 劇情
故事敘述不幸的年輕女孩凱特琳娜在自己就職的聖誕禮品店工作時，遇見了一個令人愉快但脾气古怪的青年湯姆。湯姆的積極使她原本有些糟糕的生活發生了新的變化，這對於凱特來說，似乎是件好事。

## 演員
- 艾蜜莉亞·克拉克 飾 凱特琳娜／凱特（Katarina "Kate"）
- 亨利·高汀 飾 湯姆（Tom）
- 楊紫瓊 飾 聖誕（Santa）
- 艾瑪·湯普遜 飾 愛德莉亞（Adelia）
- 蕾貝卡·魯特（英语：Rebecca Root） 飾 艾迪絲醫生（Dr. Addis）
- 莉迪亞·萊納德（英语：Lydia Leonard） 飾 瑪塔（Marta）
- 芭第·路朋（英语：Patti LuPone） 飾 喬絲（Joyce）
- 英格麗·奧利佛（英语：Ingrid Oliver）[4] 飾 克勞莉（Crowley）

## 製作
2018年9月，據報導，艾蜜莉亞·克拉克和亨利·高汀在合作出演一部倫敦背景的聖誕節浪漫喜劇片，由保羅·費格執導，艾瑪·湯普遜擔任編劇。10月，宣布湯普遜也會參與演出，且片中將會使用喬治·麥可的音樂，包括〈去年聖誕節〉和以前未發行的音樂。2018年11月，楊紫瓊加入演出陣容。而西奧多·夏皮羅將負責電影配樂的作曲。
主要拍攝於2018年11月26日開始，一直持續到2019年2月。拍攝地點包括西倫敦電影製片廠。
2019年10月31日，湯普遜與丈夫葛瑞格·懷斯計劃在一本名為《去年聖誕節》的書中出版一系列關於聖誕節含義的個人論文。當中的貢獻者包括安迪·瑟克斯、凱特琳·莫蘭、奧莉薇雅·柯爾曼及艾蜜莉·華森。這本書的收益將全數捐給危機 (慈善團體)和難民委員會（The Refugee Council）這兩間慈善機構

## 發行
《去年聖誕節》由環球影業原定於2019年11月15日在美國上映，後來提前至11月8日。該片於2019年11月15日在英國上映。

### 評價
本片得到了褒貶不一的評價。爛番茄根據212條評論，獲得46%的新鮮度，平均得分5.3／10，觀眾投票獲得81%的分數，平均得分為4.1／5。在Metacritic上，電影獲得了50分。

## 外部連結
- 官方网站
- 互联网电影数据库（IMDb）上《去年聖誕節》的资料（英文）
- 爛番茄上《去年聖誕節》的資料（英文）
- AllMovie上《去年聖誕節》的资料（英文）
- Metacritic上《去年聖誕節》的資料（英文）
- Box Office Mojo上《去年聖誕節》的資料（英文）
- 開眼電影網上《去年聖誕節》的資料（繁體中文）
- 豆瓣电影上《去年聖誕節》的資料 （简体中文）
- 时光网上《去年聖誕節》的資料（简体中文）